# Långhalsen (Lerbo socken, Södermanland)
Långhalsen är en sjö i Katrineholms kommun i södra Södermanland och ingår i Nyköpingsåns huvudavrinningsområde. Sjön har en area på 1,06 kvadratkilometer och ligger 19,1 meter över havet. .
Den är mycket långsmal och flikig, på de flesta ställen cirka en km bred, ingenstans bredare än tre km. Långhalsen avvattnas av Nyköpingsån. Den största orten runt sjön är Vrena. 1857 sänktes Långhalsen (och Yngaren) med cirka 2 meter i syfte att vinna cirka 3000 tunnland odlingsbar mark.

## Delavrinningsområde
Långhalsen ingår i det delavrinningsområde (654054-153831) som SMHI kallar för Utloppet av Långhalsen. Medelhöjden är 27 meter över havet och ytan är 4,38 kvadratkilometer. Räknas de 2 avrinningsområdena uppströms in blir den ackumulerade arean 41,5 kvadratkilometer. Fimtaån som avvattnar avrinningsområdet har biflödesordning 5, vilket innebär att vattnet flödar genom totalt 5 vattendrag innan det når havet efter 54 kilometer. Avrinningsområdet består mestadels av skog (15 procent), öppen mark (15 procent) och jordbruk (47 procent). Avrinningsområdet har 0,97 kvadratkilometer vattenytor vilket ger det en sjöprocent på 22,1 procent.